# Anthicus luciphilus
Anthicus luciphilus is een keversoort uit de familie snoerhalskevers (Anthicidae). De wetenschappelijke naam van de soort is voor het eerst geldig gepubliceerd in 2003 door Uhmann.